# Rudivirus
Els Rudivirus (membres de la família Rudiviridae), el nom deriva del llatí rudis, vareta, que es refereix a la forma del virió.
Són virus d'ADN bicatenari sense embolcall que infecten arqueus hipertermòfils del regne Crenarchaeota.
Els rudivirus es creu que podran ser models per estudiar els virus dels arqueus, són fàcils de mantenir en laboratori i se'n poden obtenir amb gran rendiment, al contrari que altres virus dels arqueus.

## Taxonomia
- Principals espècies
  - Sulfolobus islandicus rod-shaped virus 1, SIRV1; Seqüenciació del genoma nº. AJ414696.
  - Sulfolobus islandicus rod-shaped virus 2, SIRV2; Seqüenciació del genoma nº. AJ344259.
- Altres espècies
  - Acidianus rod-shaped virus 1, ARV1; Seqüenciació del genoma nº. AJ875026.
  - Stygiolobus rod-shaped virus, SRV, Seqüenciació del genoma nº FM164764.